# 龙普腾事件
龙普腾事件或称朱文文事件是1964年间发生于中国湖南的一宗由学生自杀引发，在中共湖南省委主导下引起的刑事冤案。被认为是1962年底开展的四清运动中整肃教师的典型事件。湖南全省受此事件牵连的干部、教师、学生达上千人。

## 事件过程
朱文文（1946年－1964年6月），湖南省攸县人，1962年秋，攸县一中初中毕业，后考入茶陵一中，是公认的校花。一次劳动课后，因不满班主任龙普腾（物理老师，时年29岁）批评她有资产阶级小姐意识，爱打扮，不爱劳动，而在离校约500米的铁牛潭投江自杀身亡。另说，朱文文申请助学金，班主任龙普腾上报学校，未获批准。两人发生争执，后朱文文又与同学争执。事后，朱文文自杀身亡。

## 事件处理
家属在她死后要求中共茶陵县委“查明真相，追查凶手”，朱文文安葬于烈士陵园，举行追悼会，茶陵一中师生披麻戴孝为朱文文送葬。朱文文家属要求得到县委落实，但引起茶陵一中师生逆反心理，导致当地民众产生不同观点。
中共湖南省委的某位书记在朱文文家属的申诉材料上，批示：“阶级报复”，由湖南省、湘潭专区、茶陵县三级政府组成联合工作组。工作组为迎合这位书记，将事件定性为反革命阶级报复事件。龙普腾的家庭成分由中农改为富农。龙普腾本人定性为反革命，判处无期徒刑。对事件持不同意见的210人受株连处分。61名中小学教师被清理。株连上千人。
据说其哥哥朱某当时在部队任指导员，朱某在朱文文死后纠缠不休，直接告到黨中央，为平息事件，国家主席刘少奇亲自批示：「严肃处理」，最後将班主任龙普腾判处无期徒刑。

## 平反
龙普腾入狱时，女儿尚未出世。1974年，曾任小学教师的妻子复职。1979年1月，中共湖南省委撤消对龙普腾的判决，为他及受此案牵连的所有人士平反。龙普腾出狱后在茶陵一中复职。1983年记者采访时，他在茶陵一中担任初三物理教师一职。女儿在茶陵一中就读高三。

## 备注
1. ↑  1983年5月《湖南教育》报道称48岁，倒推至1964年为29岁。
2. ↑  李若建原文仅称“一位省委书记”。1960年至1970年间，除湖南省委书记除第一书记张平化一人外，另有书记处书记：徐启文、于明涛、华国锋、周礼、周惠、胡继宗、谭余保、李瑞山。

## 相关
- 马振扶公社中学事件